# Photomikroreaktor
Ein Photomikroreaktor ist ein miniaturisierter Photoreaktor zur Durchführung photochemischer oder photokatalytischer Reaktionen.
Der Photomikroreaktor zählt auf Grund seiner Bauart zur Mikroreaktionstechnik. Die Größe des Reaktionsraums des Photomikroreaktors liegt im Mikrometerbereich. Damit besitzt ein Photomikroreaktor alle Vor- und Nachteile der Mikroreaktionstechnik.

## Bauformen
Im Wesentlichen besteht der Photomikroreaktor aus zwei Bauteilen: dem Reaktionsraum und einer Lichtquelle. An den Reaktionsraum werden verschiedene Anforderungen gestellt.
Für die homogene Photokatalyse muss durch eine geeignete Bauform des Reaktionsraumes eine genügend große Schichtdicke für eine hohe Absorption des eingestrahlten Lichtes nach dem Lambert-Beerschen Gesetz möglich sein.
Reaktionsräume für die heterogene Photokatalyse sind etwas komplizierter in ihrem Aufbau, da ein Katalysator in festem Aggregatzustand eingebracht werden muss.